# Short Strand
Short Strand (irski: An Trá Ghearr) je četvrt u istočnom Belfastu, u Sjevernoj Irskoj. U četvrti živi oko 3000 nacionalista, i okružena je unionističkim četvrtima Newtownards Road, u kojoj živi 60 000 stanovika, i malom protestantskom četvrti Cluan Place. Danas su te četvrti razdvojene Zidom mira u Belastu.

## Povijest
U četvrti je Privremena IRA bila umiješana u prvi sukob 27. lipnja 1970., kada je došlo do razmjene vatre s unionističkim paravojnim skupinama, koji je trajao nekoliko sati. Tada je poginuo jedan katolik i troje protestanata, dok je više osoba povrjeđeno. Nacionalisti su tvrdili da su branili crkvu Sv. Mateja. Unionisti su pak tvrdili da je IRA napala člana Oranskog reda. U ovim četvrtima bilo je brojnih sukoba. 

## Granični sukob
Sjevernoirski sukob pogodio je teško ulicu, jer Short Strand graniči s protestantskim Cluan Place. Privremena IRA optužena je da je napala Cuan Place kako bi natjerala lokalno stanovništvo da je napusti i da bi je kasnije naselila svojim ljudima. IRA je optužila unionističku paravojnu skupinu Ulstersku obrambenu udrugu (Ulster Defence Association) da je koristila ulicu kako bi iz nje vršila napade na Short Strand. 
Tijekom ovih nemira cijelo vrijeme ispaljivani su projektili preko zaštitne ograde. Zaštitna ograda povišena je nekoliko metara a nadzorne kamere postavljene su u i oko stambenih područja. To je uplašilo paravojne skupine na obje strane što je rezultiralo da su se nemiri u četvrti znatno smirili.